# Prefeito José Walter
Conjunto Prefeito José Walter é um Conjunto Habitacional construído em 1970 na zona sul da cidade de Fortaleza e está localizado no bairro Mondubim, nos limites de Fortaleza com Maracanaú. Foi criado em homenagem ao prefeito de Fortaleza, José Walter que foi conhecido por obras polêmicas como a destruição da coluna da Hora e do Abrigo central localizado na praça do Ferreira no centro da cidade. Antigamente era conhecido como o "Bairro dos Cornos". sendo nas ultimas décadas em total desuso esse discurso pois a geração atual de moradores não vê significado nessa narrativa e mesmo a considera sem sentido algum. 
Seus primeiros habitantes vieram, em sua maioria, do antigo Núcleo Integrado Habitacional do Mondubim. A região era habitada por inúmeras famílias trabalhadoras de outros bairros que encontraram no local um espaço para moradia. A avenida dos Expedicionários e a Avenida Perimetral (atualmente Presidente Costa e Silva) constituíam as principais vias de acesso (década de 70). Foi projetado pelo arquiteto Marrocos Aragão seguindo o modelo de cidade planejada. Possui 4 etapas tendo o modelo original projetado com 5500 casas. Em sua inauguração foi considerado o maior conjunto habitacional da América Latina. 
Hoje é um bairro e, tem população de aproximadamente 34.000 (segundo o censo de 2010 do Instituto Brasileiro de Geografia e Estatística - IBGE) pessoas
Comércio misto, agencia bancaria (Bradesco e Caixa Econômica), Shopping (Pátio Arvoredo), CSU - Centro Social Urbano (Maior da América Latina), Postos de Combustíveis, Autopeças e etc.
O antigo CSU citado acima deu lugar a um novo equipamento: o CUCA (Centro Urbano de Cultura e Artes). Este último inaugurado em 2020 sob a gestão do Prefeito Roberto Cláudio.
Construído em área superior a 8 mil m², o ambiente veio para democratizar a ocupação do espaço público pela população. Piscinas, teatros, salas de artes marciais, skatepark, coworking, biblioteca, banheiros e copas compõem a organização estrutural do prédio recém-entregue. A formação de novos talentos conta com anfiteatro e ambientes audiovisuais e artísticos. 
Atualmente o bairro tem vida própria e quase tudo que seus moradores precisam encontram nos diversos estabelecimentos comerciais existentes, além de um moderno Hospital com 154 leitos (chamado Hospital Distrital Gonzaga Mota) ter sido inaugurado recentemente (julho 2022).